# Ніколас Авельянеда
Нікола́с Ремі́хіо Ауре́ліо Авельяне́да (ісп. Nicolás Remigio Aurelio Avellaneda; нар. 3 жовтня 1837, Сан-Мігель-де-Тукуман — пом. 24 листопада 1885, Атлантичний океан) — аргентинський адвокат, журналіст і політик. Президент Аргентини у 1874—1880 роках.

## Біографія
Народився 3 жовтня 1837 року в місті Сан-Мігель-де-Тукумані. Син аргентинського політика Марко Авельянеди.
З 1859 року — депутат парламента, потім губернатор провінції Буенос-Айрес. У 1866—1877 роках міністр юстиції, а у 1874—1880 роках — президент Аргентини. Провів низку заходів, які сприяли розвитку капіталістичних відносин в Аргентині (земельна реформа, будівництво залізниць та інше).

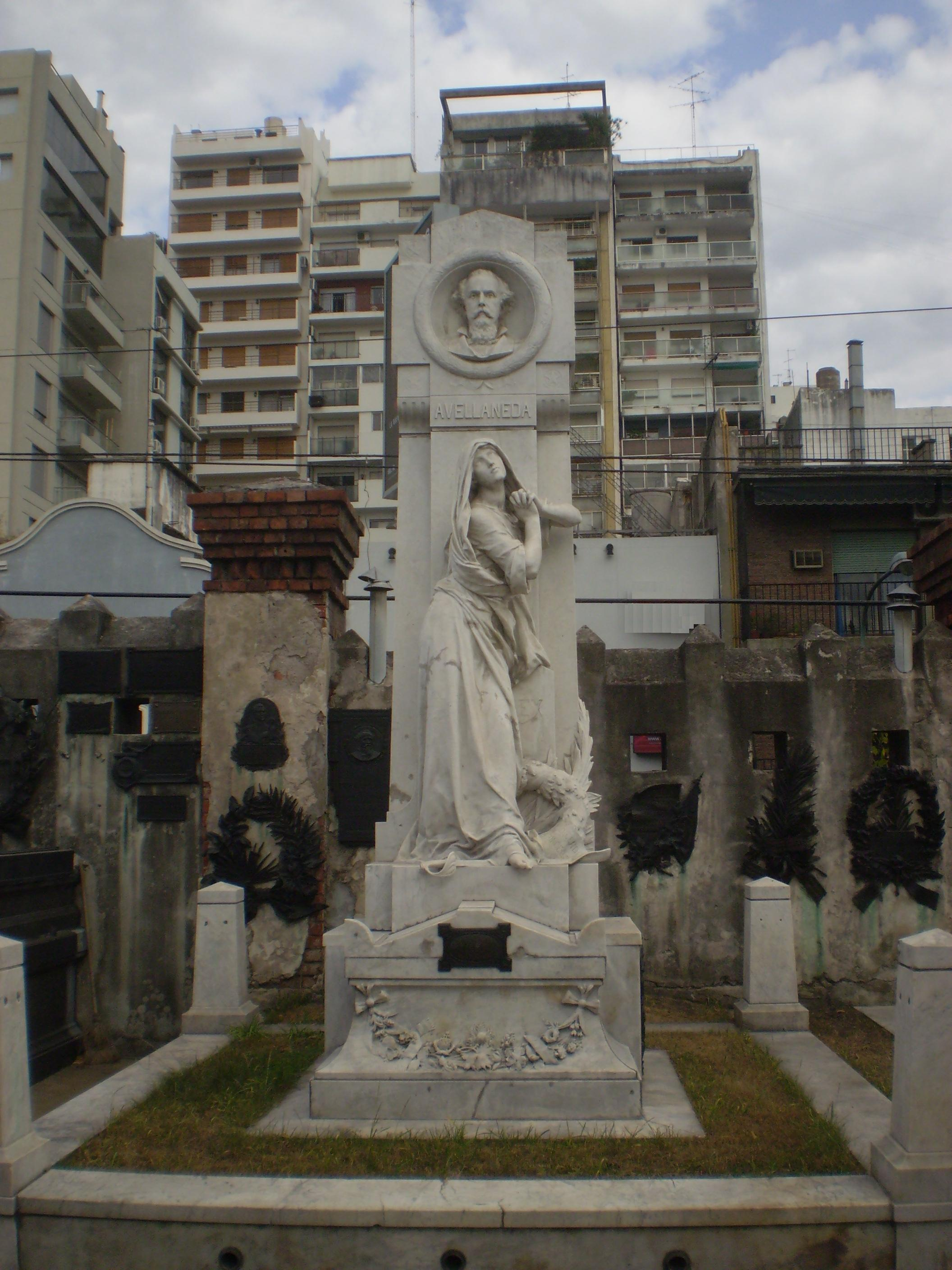
Надгробок Н. Авельянеди.

Помер 24 листопада 1885 у Атлантичному океані, повертаючись з Європи. Похований на кладовищі Реколета в Буенос-Айресі.

## Вшанування пам'яті
На його честь назване місто Авельянеда у провінції Буенос-Айрес.